# Critérium du Dauphiné 2016
67. edycja kolarskiego wyścigu Critérium du Dauphiné odbyła się w dniach 5 do 12 czerwca 2016 roku. Trasa tego francuskiego, wieloetapowego wyścigu liczyła osiem etapów(prolog + 7 etapów), o łącznym dystansie 1 153,4 km. Wyścig zaliczany jest do rankingu światowego UCI World Tour 2016.

## Uczestnicy
Na starcie wyścigu stanęło 22 ekip. Wśród nich znalazło się osiemnaście ekip UCI World Tour 2016 oraz cztery inne zaproszone przez organizatorów.
Lista drużyn uczestniczących w wyścigu:
| Numery  | Kod | Drużyna          |
| ------- | --- | ---------------- |
| 1-8     | SKY | Team Sky         |
| 11-18   | BMC | BMC Racing Team  |
| 21-28   | TNK | Tinkoff          |
| 31-38   | FDJ | FDJ              |
| 41-48   | EQS | Etixx-Quick Step |
| 51-58   | AST | Pro Team Astana  |
| 61-68   | ALM | Ag2r-La Mondiale |
| 71-78   | OGE | Orica-GreenEdge  |
| 81-88   | KAT | Team Katusha     |
| 91-98   | LTS | Lotto Soudal     |
| 101-108 | COF | Cofidis          |

| Numery  | Kod | Drużyna                |
| ------- | --- | ---------------------- |
| 111-118 | DDD | Team Dimension Data    |
| 121-128 | TFS | Trek-Segafredo         |
| 131-138 | MOV | Movistar Team          |
| 141-148 | DEN | Direct Énergie         |
| 151-158 | CPT | Cannondale Pro Cycling |
| 161-168 | TLJ | Team LottoNL-Jumbo     |
| 171-178 | IAM | IAM Cycling            |
| 181-188 | WGG | Wanty-Groupe Gobert    |
| 191-198 | BOA | Bora-Argon 18          |
| 201-208 | LAM | Lampre-Merida          |
| 211-218 | GIA | Team Giant-Alpecin     |

## Etapy
| Etap   | Data       | Start - Meta                               | km    | Typ | Zwycięzca etapu      | Lider            |
| ------ | ---------- | ------------------------------------------ | ----- | --- | -------------------- | ---------------- |
| Prolog | 5 czerwca  | Les Gets                                   | 3,9   | ITT | Alberto Contador     | Alberto Contador |
| 1      | 6 czerwca  | Cluses – Saint-Vulbas                      | 186   |     | Nacer Bouhanni       | Alberto Contador |
| 2      | 7 czerwca  | Crêches-sur-Saône – Chalmazel-Jeansagnière | 168   |     | Jesús Herrada        | Alberto Contador |
| 3      | 8 czerwca  | Boën-sur-Lignon – Tournon-sur-Rhône        | 187,5 |     | Fabio Aru            | Alberto Contador |
| 4      | 9 czerwca  | Tain-l’Hermitage – Belley                  | 176   |     | Edvald Boasson Hagen | Alberto Contador |
| 5      | 10 czerwca | La Ravoire – Vaujany                       | 140   |     | Chris Froome         | Chris Froome     |
| 6      | 11 czerwca | La Rochette – Méribel                      | 141   |     | Thibaut Pinot        | Chris Froome     |
| 7      | 12 czerwca | Pont-de-Claix – SuperDévoluy               | 151   |     | Steve Cummings       | Chris Froome     |

### Prolog - 05.06: Les Gets, 3,9 km
| #  | Zawodnik           | Zespół | Czas     |
| -- | ------------------ | ------ | -------- |
| 1  | Alberto Contador   | TNK    | 11' 36"  |
| 2  | Richie Porte       | BMC    | + 6"     |
| 3  | Chris Froome       | SKY    | + 13"    |
|    |                    |        |          |
| 13 | Michał Kwiatkowski | SKY    | + 45"    |
| 57 | Bartosz Huzarski   | BOA    | + 1' 21" |
| 90 | Tomasz Marczyński  | LTS    | + 1' 49" |

| #  | Zawodnik           | Zespół | Czas     |
| -- | ------------------ | ------ | -------- |
| 1  | Alberto Contador   | TNK    | 11' 36"  |
| 2  | Richie Porte       | BMC    | + 6"     |
| 3  | Chris Froome       | SKY    | + 13"    |
|    |                    |        |          |
| 13 | Michał Kwiatkowski | SKY    | + 45"    |
| 57 | Bartosz Huzarski   | BOA    | + 1' 21" |
| 90 | Tomasz Marczyński  | LTS    | + 1' 49" |

### Etap 1 – 06.06: Cluses - Saint-Vulbas, 186 km
| #   | Zawodnik           | Zespół | Czas       |
| --- | ------------------ | ------ | ---------- |
| 1   | Nacer Bouhanni     | COF    | 4h 27' 53" |
| 2   | Jens Debusschere   | LTS    | + 0"       |
| 3   | Sam Bennett        | BOA    | + 0"       |
|     |                    |        |            |
| 47  | Michał Kwiatkowski | SKY    | + 0"       |
| 71  | Bartosz Huzarski   | BOA    | + 0"       |
| 119 | Tomasz Marczyński  | LTS    | + 0"       |

| #  | Zawodnik           | Zespół | Czas       |
| -- | ------------------ | ------ | ---------- |
| 1  | Alberto Contador   | TNK    | 4h 39' 29" |
| 2  | Richie Porte       | BMC    | + 6"       |
| 3  | Chris Froome       | SKY    | + 13"      |
|    |                    |        |            |
| 13 | Michał Kwiatkowski | SKY    | + 45"      |
| 53 | Bartosz Huzarski   | BOA    | + 1' 21"   |
| 77 | Tomasz Marczyński  | LTS    | + 1' 49"   |

### Etap 2 – 07.06: Crêches-sur-Saône - Chalmazel-Jeansagnière, 168 km
| #   | Zawodnik           | Zespół | Czas       |
| --- | ------------------ | ------ | ---------- |
| 1   | Jesús Herrada      | MOV    | 4h 13' 43" |
| 2   | Tony Gallopin      | LTS    | + 2"       |
| 3   | Serge Pauwels      | DDD    | + 2"       |
|     |                    |        |            |
| 66  | Bartosz Huzarski   | BOA    | + 2' 33"   |
| 102 | Tomasz Marczyński  | LTS    | + 9' 26"   |
| 122 | Michał Kwiatkowski | SKY    | + 13' 38"  |

| #   | Zawodnik           | Zespół | Czas       |
| --- | ------------------ | ------ | ---------- |
| 1   | Alberto Contador   | TNK    | 8h 53' 14" |
| 2   | Richie Porte       | BMC    | + 6"       |
| 3   | Chris Froome       | SKY    | + 13"      |
|     |                    |        |            |
| 65  | Bartosz Huzarski   | BOA    | + 3' 52"   |
| 96  | Tomasz Marczyński  | LTS    | + 11' 13"  |
| 112 | Michał Kwiatkowski | SKY    | + 14' 21"  |

### Etap 3 – 08.06: Boën-sur-Lignon - Tournon-sur-Rhône, 187,5 km
| #   | Zawodnik           | Zespół | Czas       |
| --- | ------------------ | ------ | ---------- |
| 1   | Fabio Aru          | AST    | 4h 19' 54" |
| 2   | Alexander Kristoff | KAT    | + 2"       |
| 3   | Niccolò Bonifazio  | TFS    | + 2"       |
|     |                    |        |            |
| 48  | Tomasz Marczyński  | LTS    | + 2"       |
| 114 | Bartosz Huzarski   | BOA    | + 7' 00"   |
| 136 | Michał Kwiatkowski | SKY    | + 8' 37"   |

| #   | Zawodnik           | Zespół | Czas        |
| --- | ------------------ | ------ | ----------- |
| 1   | Alberto Contador   | TNK    | 13h 13' 10" |
| 2   | Richie Porte       | BMC    | + 6"        |
| 3   | Chris Froome       | SKY    | + 13"       |
|     |                    |        |             |
| 80  | Bartosz Huzarski   | BOA    | + 10' 50"   |
| 84  | Tomasz Marczyński  | LTS    | + 11' 13"   |
| 123 | Michał Kwiatkowski | SKY    | + 22' 56"   |

### Etap 4 – 09.06: Tain-l’Hermitage - Belley, 176 km
| #   | Zawodnik             | Zespół | Czas       |
| --- | -------------------- | ------ | ---------- |
| 1   | Edvald Boasson Hagen | DDD    | 4h 39' 26" |
| 2   | Julian Alaphilippe   | EQS    | + 0"       |
| 3   | Nacer Bouhanni       | COF    | + 0"       |
|     |                      |        |            |
| 95  | Tomasz Marczyński    | LTS    | + 33"      |
| 111 | Bartosz Huzarski     | BOA    | + 45"      |
| 158 | Michał Kwiatkowski   | SKY    | + 3' 59"   |

| #   | Zawodnik           | Zespół | Czas        |
| --- | ------------------ | ------ | ----------- |
| 1   | Alberto Contador   | TNK    | 17h 52' 45" |
| 2   | Chris Froome       | SKY    | + 4"        |
| 3   | Richie Porte       | BMC    | + 6"        |
|     |                    |        |             |
| 79  | Bartosz Huzarski   | BOA    | + 11' 26"   |
| 80  | Tomasz Marczyński  | LTS    | + 11' 37"   |
| 136 | Michał Kwiatkowski | SKY    | + 26' 46"   |

### Etap 5 – 10.06: La Ravoire - Vaujany, 140 km
| #   | Zawodnik           | Zespół | Czas       |
| --- | ------------------ | ------ | ---------- |
| 1   | Chris Froome       | SKY    | 3h 32' 20" |
| 2   | Richie Porte       | BMC    | + 1"       |
| 3   | Adam Yates         | OGE    | + 19"      |
|     |                    |        |            |
| 59  | Bartosz Huzarski   | BOA    | + 7' 42"   |
| 104 | Tomasz Marczyński  | LTS    | + 10' 11"  |
| DNF | Michał Kwiatkowski | SKY    | -          |

| #  | Zawodnik          | Zespół | Czas        |
| -- | ----------------- | ------ | ----------- |
| 1  | Chris Froome      | SKY    | 21h 24' 59" |
| 2  | Richie Porte      | BMC    | + 7"        |
| 3  | Alberto Contador  | TNK    | + 27"       |
|    |                   |        |             |
| 74 | Bartosz Huzarski  | BOA    | + 19' 14"   |
| 80 | Tomasz Marczyński | LTS    | + 21' 54"   |

### Etap 6 – 11.06: La Rochette - Méribel, 141 km
| #   | Zawodnik          | Zespół | Czas       |
| --- | ----------------- | ------ | ---------- |
| 1   | Thibaut Pinot     | FDJ    | 4h 24' 16" |
| 2   | Romain Bardet     | ALM    | + 0"       |
| 3   | Daniel Martin     | EQS    | + 1' 04"   |
|     |                   |        |            |
| 101 | Bartosz Huzarski  | BOA    | + 27' 57"  |
| 139 | Tomasz Marczyński | LTS    | + 33' 58"  |

| #  | Zawodnik          | Zespół | Czas        |
| -- | ----------------- | ------ | ----------- |
| 1  | Chris Froome      | SKY    | 25h 50' 22" |
| 2  | Richie Porte      | BMC    | + 21"       |
| 3  | Romain Bardet     | ALM    | + 21"       |
|    |                   |        |             |
| 81 | Bartosz Huzarski  | BOA    | + 46' 04"   |
| 93 | Tomasz Marczyński | LTS    | + 54' 45"   |

### Etap 7 – 12.06: Pont-de-Claix - SuperDévoluy, 151 km
| #   | Zawodnik          | Zespół | Czas       |
| --- | ----------------- | ------ | ---------- |
| 1   | Steve Cummings    | DDD    | 4h 05' 06" |
| 2   | Daniel Martin     | EQS    | + 3' 58"   |
| 3   | Romain Bardet     | ALM    | + 5' 58"   |
|     |                   |        |            |
| DNF | Bartosz Huzarski  | BOA    | -          |
| DNS | Tomasz Marczyński | LTS    | -          |

| # | Zawodnik      | Zespół | Czas        |
| - | ------------- | ------ | ----------- |
| 1 | Chris Froome  | SKY    | 29h 59' 31" |
| 2 | Romain Bardet | ALM    | + 12"       |
| 3 | Daniel Martin | EQS    | + 19"       |

## Liderzy klasyfikacji po etapach
| Etap                 | Zwycięzca            | Klasyfikacja generalna · | Klasyfikacja górska · | Klasyfikacja punktowa · | Klasyfikacja młodzieżowa · | Klasyfikacja drużynowa · |
| -------------------- | -------------------- | ------------------------ | --------------------- | ----------------------- | -------------------------- | ------------------------ |
| P                    | Alberto Contador     | Alberto Contador         | Alberto Contador      | Alberto Contador        | Julian Alaphilippe         | Team Sky                 |
| 1                    | Nacer Bouhanni       | Alberto Contador         | Alberto Contador      | Nacer Bouhanni          | Julian Alaphilippe         | Team Sky                 |
| 2                    | Jesús Herrada        | Alberto Contador         | Alberto Contador      | Nacer Bouhanni          | Julian Alaphilippe         | Team Sky                 |
| 3                    | Fabio Aru            | Alberto Contador         | Alberto Contador      | Nacer Bouhanni          | Julian Alaphilippe         | Team Sky                 |
| 4                    | Edvald Boasson Hagen | Alberto Contador         | Alberto Contador      | Edvald Boasson Hagen    | Julian Alaphilippe         | Team Sky                 |
| 5                    | Chris Froome         | Chris Froome             | Daniel Teklehaimanot  | Edvald Boasson Hagen    | Julian Alaphilippe         | Team Sky                 |
| 6                    | Thibaut Pinot        | Chris Froome             | Thibaut Pinot         | Edvald Boasson Hagen    | Julian Alaphilippe         | Team Sky                 |
| 7                    | Steve Cummings       | Chris Froome             | Daniel Teklehaimanot  | Edvald Boasson Hagen    | Julian Alaphilippe         | Team Sky                 |
| Klasyfikacja końcowa | Klasyfikacja końcowa | Chris Froome             | Daniel Teklehaimanot  | Edvald Boasson Hagen    | Julian Alaphilippe         | Team Sky                 |

## Klasyfikacje końcowe

### Klasyfikacja generalna
|    | Zawodnik           | Zespół                 | Czas        |
| -- | ------------------ | ---------------------- | ----------- |
| 1  | Chris Froome       | Team Sky               | 29h 59' 31" |
| 2  | Romain Bardet      | Ag2r-La Mondiale       | + 12"       |
| 3  | Daniel Martin      | Etixx-Quick Step       | + 19"       |
| 4  | Richie Porte       | BMC Racing Team        | + 21"       |
| 5  | Alberto Contador   | Tinkoff                | + 35"       |
| 6  | Julian Alaphilippe | Etixx-Quick Step       | + 51"       |
| 7  | Adam Yates         | Orica GreenEdge        | + 57"       |
| 8  | Diego Rosa         | Pro Team Astana        | + 1' 13"    |
| 9  | Louis Meintjes     | Lampre-Merida          | + 1' 30"    |
| 10 | Pierre Rolland     | Cannondale Pro Cycling | + 2' 43"    |

|   | Zawodnik             | Zespół              | Punkty |
| - | -------------------- | ------------------- | ------ |
| 1 | Edvald Boasson Hagen | Team Dimension Data | 59     |
| 2 | Julian Alaphilippe   | Etixx-Quick Step    | 54     |
| 3 | Sam Bennett          | Bora-Argon 18       | 42     |
| 4 | Daniel Martin        | Etixx-Quick Step    | 38     |
| 5 | Chris Froome         | Team Sky            | 37     |

|   | Zawodnik             | Zespół              | Punkty |
| - | -------------------- | ------------------- | ------ |
| 1 | Daniel Teklehaimanot | Team Dimension Data | 44     |
| 2 | Tsgabu Grmay         | Lampre-Merida       | 39     |
| 3 | Thibaut Pinot        | FDJ                 | 37     |
| 4 | Steve Cummings       | Team Dimension Data | 22     |
| 5 | Romain Bardet        | Ag2r-La Mondiale    | 22     |

|   | Zawodnik           | Zespół           | Czas        |
| - | ------------------ | ---------------- | ----------- |
| 1 | Julian Alaphilippe | Etixx-Quick Step | 30h 00′ 22″ |
| 2 | Adam Yates         | Orica GreenEdge  | + 6"        |
| 3 | Louis Meintjes     | Lampre-Merida    | + 39"       |
| 4 | Emanuel Buchmann   | Bora-Argon 18    | + 7' 22"    |
| 5 | Dayer Quintana     | Movistar Team    | + 19' 37"   |

|   | Zespół           | Czas        |
| - | ---------------- | ----------- |
| 1 | Team Sky         | 90h 04′ 20″ |
| 2 | BMC Racing Team  | + 13' 47"   |
| 3 | Ag2r-La Mondiale | + 14' 06"   |
| 4 | Etixx-Quick Step | + 15' 36"   |
| 5 | Tinkoff          | + 20' 38"   |